# ヴィークトル・ホレンコ
ヴィークトル・オレクサンドルヴィチ・ホレンコ（ウクライナ語: Віктор Олександрович Хоренко）は、ウクライナの軍人。2022年7月25日から2023年11月3日に解任されるまでウクライナ特殊作戦軍司令官を務めた。前職は国防省情報総局所属。

## 階級
2023年8月24日、少将に昇進。